# 松井愛 (チアリーダー)
松井 愛（まつい あい、1984年2月8日 - ）は、大阪府東大阪市出身のチアリーダー。Xリーグ「アズワンブラックイーグルス」チアリーダーチームのキャプテンである。
2015〜2018 西宮ストークスチアリーダーズプロデューサー
2019〜チアインフィニティ講師
キッズチアダンスカップ大会総合プロデューサーである。
関西学院大学卒業。身長は160cm、血液型はA型。

## 来歴・人物
小学生の頃から新体操を始め、中学卒業まで大会出場などを経験する一方、中学から高校までダンスクラブに在籍し、関西学院大学入学と同時にチアリーディングを始め、チアダンス大会で優勝する等の実績を積み上げた。
2006年、Xリーグ「アズワンブラックイーグルス」のチアリーダーチームに入団。その一方でXリーグオールスターチアリーダー「VENUS WEST」（Xリーグ所属チアリーダーの中からオーディションで選抜されるオールスター）に2007年、2008年の2年間在籍した。
現在はアズワンブラックイーグルスチアリーダーのキャプテンを務める傍ら、キッズチアダンスのインストラクターとしての活動やXリーグチアダンス大会の全体運営を行っている。
4歳下の妹も関西学院大学に通い、チアリーディング部に在籍。姉と同じアズワンのチアリーダーチームに所属している。
2010年12月5日に行われたKIDS CHEERDANCE CUP 2010 in NagaiにもXリーグチアリーダーから選ばれた7人の1人としてALL-STAR CHEERLEADERS 2010に選出された。
2017年8月22日には、同姓同名の毎日放送アナウンサーがパーソナリティを務めるラジオ番組『松井愛のすこ〜し愛して♥』（MBSラジオ）に、同姓同名の関学生と共にゲスト出演。